# Obeidia minima
Obeidia minima är en fjärilsart som beskrevs av Inoue 1982. Obeidia minima ingår i släktet Obeidia och familjen mätare. Inga underarter finns listade i Catalogue of Life.